# Retrato de Fernando Pessoa

Almada Negreiros, Retrato de Fernando Pessoa, 1964. Coleção CAM, FCG, Lisboa

Retrato de Fernando Pessoa é o título de duas pinturas de Almada Negreiros, onde este retrata o poeta Fernando Pessoa, o  membro mais notável da Geração d’Orpheu, a que Almada também está associado.
A primeira versão destas obras foi executada em 1954 para o restaurante Irmãos Unidos, antigo ponto de encontro do grupo Orpheu; trata-se da "versão final de uma encomenda cujo projeto primitivo se intitulava Lendo Orpheu. A segunda versão, de 1964, foi encomendada pela Fundação Calouste Gulbenkian" .
Já anteriormente Almada retratara Fernando Pessoa: em 1913 expôs um retrato do poeta na II Exposição dos Humoristas e, em 1935, por ocasião da morte de Pessoa, publicou outro no Diário de Lisboa. 
De composição e cromatismo semelhantes, as versões de 1954 e 1964 são praticamente simétricas. Almada optou por uma solução formal onde confluem elementos da representação perspética tradicional e do cubismo sintético.
"Trata-se de um dos grandes retratos da pintura portuguesa, e uma das obras mais significativas de Almada, ligado assim à sua geração de 15, numa iconografia que ninguém como ele teria o direito de propor. Pessoa é figurado […] sentado no Martinho da Arcada que frequentava, o nº 2 de Orpheu sobre a mesa: um homem frágil, de olhar míope, como ausente, dobrado a escrever, os pés cruzados, tal e qual uma figura de arlequim que Almada desenhara em 22... É uma pintura sem sensualidade e uma imagem sem sentimentalismo, traduzindo uma visão em profundidade, introspetiva, mas discretamente detida numa superficialidade aparente; o próprio movimento da figura é subitamente retido, numa atenta tensão" .
Em 1970, ano da sua morte, Almada Negreiros assistiu ao leilão de Retrato de Fernando Pessoa, 1954; o valor da venda, invulgarmente alto para a época , confirmou a reputação do pintor na fase final da sua vida.

## Ficha Técnica
- Almada Negreiros, Retrato de Fernando Pessoa, 1954, óleo sobre tela, 2010 x 2010 mm | Assinado e datado | Proveniência: Café Irmãos Unidos; Jorge de Brito [4].
- Almada Negreiros, Retrato de Fernando Pessoa (réplica), 1964, óleo sobre tela, 2255 x 2260 mm | Assinado e datado | Coleção Centro de Arte Moderna Gulbenkian, Fundação Calouste Gulbenkian, Lisboa [4].